# هنري واشنطن بنهام (ضابط)
هنري واشنطن بنهام (بالإنجليزية: Henry Washington Benham)‏ هو جندي أمريكي ومهندس مدني ترقّى إلى أن وصل إلى رتبة لواء في جيش الاتحاد أثناء الحرب الأهلية الأمريكية. وُلد هنري في 17 أبريل عام 1813 وتُوفي في 1 يوليو عام 1884.

## سيرته الذاتية
وُلد هنري في تشيشاير بولاية كونيتيكت. تخرج في مقدمة صفه الدراسي من الأكاديمية العسكرية الأمريكية في عام 1837. كما كان مرتبطًا بالعديد من الأعمال الحكومية كعضو في سلاح المهندسين، وخدم في الحرب المكسيكية الأمريكية بين عامي 1847 -48. ومن عام 1849 إلى عام 1852، كان هو المهندس المشرف على جدار البحر لحماية جزيرة غريت بروستر بببوسطن.
وفي عام 1861 تم تعيينه مهندسًا لقسم ولاية أوهايو، وفي نفس العام تمت ترقيته ليكون قائداً عاماً للمتطوعين في لواء نيوكوريك. خالف الأوامر وخضع لمحاكمة عسكرية بعد معركة جزيرة جيمس في 16 يونيو 1862، حيث كان في القيادة المباشرة تحت قيادة اللواء ديفيد هنتر. كما شغل منصب قائد لواء المهندسين في جيش بوتوماك من عام 1863 إلى 1865 برتبة عقيد.
جُنّد هنري في الخدمة التطوعية في 15 يناير 1866. وفي 13 يناير 1866، رشح الرئيس أندرو جونسون هنري للحصول على رتبة مقدم في13 مارس 1865، وأكد مجلس الشيوخ الأمريكي على الجائزة في 12 مارس 1866. تم ترقيته إلى رتبة عقيد في عام 1867، وكان مسؤولاً عن تأمين جدار بحر بوسطن هاربور من عام 1866 حتى عام 1873، ومن دفاعات ميناء نيويورك من عام 1877 إلى عام 1882. وكان خبيرًا في بناء الجسور العائمة.